# Нада за децу
Нада за децу је међународна хуманитарна и независна организација посвећена побољшању живота угрожене деце широм света. Рад организације заснива се на принципу промоције и заштите права све деце.

## Заступљеност
Центар за политику ЦРЦ Нада за децу данас запошљава више од 110 професионалаца на Кипру. Поред операција на Кипру, организација има теренске канцеларије у Мађарској и САД, док такође има представништво преко председавајућег Центра за политику ЦРЦ у Данској, Великој Британији, Португалу, Италији, Румунији, Нигерији, као и у Сједињеним Државама.
Нада за децу ради заједно са националним, регионалним и међународним институцијама јавног заступања које раде на реформисању система заштите деце у име деце која зависе од њих у заштити и бризи.

## Међународна и европска сарадња
Хуманитарна организација је покренула и успоставила блиску сарадњу са институцијама и актерима на међународном и европском нивоу, укључујући законодавне, извршне и судске инструменте и члан је значајних мрежа за даље промовисање права детета на глобалном нивоу.
Центар за политику ЦРЦ „Нада за децу“ је члан:
- опсерваторије у Комитету за Ланзароте Савета Европе
- учесник на Конференцији међународних невладиних организација Савета Европе (МНВО)
- Сараднички партнер Савета Европе за кампању ЈЕДАН у ПЕТ
- Национална контакт особа за програм одвојене деце у Европи
- Фокална тачка за Европску мрежу старатељских институција
- Члан Европске федерације Нестала деца Европа
- Учесник у Платформи за основна права (ФРП)
- Оснивачки члан ПРОМИСЕ Барнахус мреже
- Члан Анна Линдх фондације Еуромед Нетворк
- Оснивач и координатор Мреже Chairs Центра за политику ЦРЦ
- Национална контакт особа за Европску опсерваторију за малолетничко правосуђе
- Члан Европске мреже градова пријатеља деце
- Члан кампање Непознато одредиште
- Члан оснивач мреже ИНТЕГРА